# Lady Finella
Lady Finella, född 950, död 995, var en skotsk aristokrat och mördare. Hon mördade kung Kenneth II av Skottland 995. Enligt traditionen var hennes motiv hämnd för sin sons död, vilken ska ha orsakats av Kenneth II. Lady Finella begick senare självmord.